# Dercitus pauper
Dercitus pauper is een spons in de taxonomische indeling van de gewone sponzen (Demospongiae). De wetenschappelijke naam van de soort werd in 1902 gepubliceerd door Sollas.